# 中江豊造
中江 豊造（なかえ とよぞう、1861年（文久元年2月）- 1942年（昭和17年）3月4日）は、明治期の教育者、政治家。衆議院議員。

## 経歴
肥前国松浦郡、のちの佐賀県東松浦郡相知村（相知町を経て現唐津市相知町）で生まれる。1878年（明治11年）佐賀県師範学校速成科を卒業した。
長崎県地租改正御用掛、小学校訓導、小学校長を歴任。佐賀県会議員に選出され、同常置委員を務めた。
1894年（明治27年）3月、第3回衆議院議員総選挙で佐賀県第2区から自由党所属で出馬して当選し、衆議院議員に1期在任した。

## 著作
- 『数学速成』中江豊造、1882年。
- 『松のみどり』中江豊造、1923年。